# Emilia Comișel
Emilia Comișel (* 28. Februar 1913 in Ploiești; † 18. April 2010 in Bukarest) war eine rumänische Musikethnologin.

## Leben
Comișel wurde in eine musikalische Familie geboren. Sie war eines von sechs Kindern des Musikpädagogen und Dirigenten Gheorghe Comișel, bei dem sie den ersten Musikunterricht hatte. Ihr Bruder Florin Comișel wurde als Komponist bekannt. Nach dem Besuch des Mädchengymnasiums Despina Doamna begann sie ein Studium an der Academia Regala de Muzica si Arta Dramatica (heute Universitatea Națională de Muzică București,  Nationale Musikuniversität Bukarest). Dort waren ihre Lehrer Constantin Brăiloiu (Musikgeschichte und Folklore), Dimitrie Cuclin (Musikästhetik), Ioan D. Chirescu (Musiktheorie und Solfège), George Breazul (Musikgeschichte), Alfonso Castaldi und Alfred Alessandrescu (Harmonielehre) und Ștefan Popescu (Kirchenmusik, Dirigieren und Chorleitung).
Sie wirkte mehr als 30 Jahre als Professorin am Institut für Folklore der Musikuniversität und am Institut für Südosteuropastudien. Als Folkloresammlerin sammelte und publizierte sie mehr als 9000 Volkslieder aus Rumänien. Eines ihrer Spezialgebiete war die Kinderfolklore. Für ihre Studie Folclorul copiilor sammelte sie 500 literarische Texte und 267 Lieder. Sie verfasste auch eine Monographie über ihren Lehrer Constantin Brăiloiu und gab dessen Werke heraus.
Die Rumänische Akademie zeichnete Comișel mit dem Ciprian-Porumbescu-Orden aus. Daneben erhielt sie auch staatliche Auszeichnungen. Internationale Anerkennung fand sie als Mitglied des International Council for Traditional Music in London, der International Musicological Society in Basel und der Société d’anthropologie de Paris.

## Publikationen
- Antologie folclorică din ţinutul Pădurenilor (Hunedoara) (1959, 2. Auflage 1964)
- Folclor din Dobrogea (mit Constantin Brăiloiu und Tatiana Gălușcă-Crâșmariu)
- Cantam d-lui Bunu
- Colinde
- Folclor muzical, 1967
- Folclorul copiilo, 1982
- Studii de etnomuzicologie, 1. Band 1986, 2. Band 1992
- Constantin Brăiloiu (1893–1958), 1996